# Raffaele Sansoni Riario
Raffaele Sansoni Riario, le cardinal de San Giorgio, né le 3 mai 1461 à Savone en Ligurie, Italie, et mort le 9 juillet 1521 à Naples, est un cardinal italien.
Il est le neveu du cardinal Pietro Riario, O.F.M. Conv  (1471), le petit-neveu du pape Sixte IV et le cousin du cardinal Giuliano della Rovere (1471), le futur pape Jules II. D'autres cardinaux de la famille sont Pietro Riario (1474), Alessandro Riario (1578), Tommaso Riario Sforza (1823) et Sisto Riario Sforza (1846) tous membres de la famille Riario.

## Biographie
Dans sa jeunesse, il étudie à l'université de Pise.
Il est créé cardinal à 16 ans par son grand-oncle, le pape Sixte IV (connu pour son goût pour les beaux jeunes gens, accusé d'être son amant) lors du consistoire de 10 décembre 1477 ; il est cardinal-diacre de Saint-Georges ad velum aureum. Il prend en même temps le nom de famille Riario, car à l'origine il s'appelle Raphaële Sansoni, il prend ainsi le nom de son oncle Pietro Riario. Le cardinal Riario est impliqué dans la conspiration contre Lorenzo de' Medici et est emprisonné, mais il est innocenté et libéré. Il est nommé légat apostolique à Pérouse en 1478. En 1479 il est nommé administrateur apostolique de Cuenca et en 1479 de Pise. Il est par la suite nommé légat en Hongrie. En 1480, Sansoni est nommé administrateur de Tréguier, en 1482 à Salamanque, à Osma en 1483, à Viterbe en 1498 et en 1508 à Arezzo et à Savone.
À la mort du cardinal Guillaume d'Estouteville, il est nommé camerlingue de la Sainte Église. En 1508, Sansoni est nommé vice-doyen du Collège des cardinaux et à la mort du cardinal Oliviero Carafa, il devient doyen du Collège des cardinaux, charge qu'il conservera jusqu'à sa mort. Il est abbé commendataire de S. Bartolomeo fuori le mura à Gênes, de S. Maria di Tabenna et de S. Pietro di Moton. En 1517, il est nommé administrateur de Lucques.
En 1517, Sansoni est impliqué dans le procès contre les cardinaux Bandinello Sauli et Alfonso Petrucci pour ne pas avoir révélé la conspiration contre le pape. Riario est jugé coupable par le Collège des cardinaux et perd tous ses dignités, diocèses et bénéfices. Après le paiement d'une amende de 300 000 ducats, il est rétabli dans ses dignités. Le pape lui donne son pardon en public, le nomme évêque de Malaga en 1518 et il est libéré de ses amendes en 1519.
Le cardinal Sansoni Riario participe au conclave de 1484 (élection d'Innocent VIII), de 1492 (élection d'Alexandre VI), de 1503 (élection de Pie III et de Jules II) et de 1513 (élection de Léon X).

## Succession apostolique
Raffaele Sansoni Riario a ordonné les évêques suivants :
- Pape Léon X (1513)